# David D. Laitin
David Dennis Laitin (* 4. Juni 1945 in New York City) ist ein US-amerikanischer Politologe und James T. Watkins IV and Elise V. Watkins Professor of Political Science an der School of Humanities and Science an der Stanford University.

## Leben und Werk
Laitin wuchs in einer jüdischen Familie in Flatbush auf und ist der Nachfahre von Einwanderern aus Russland und Österreich. Er studierte am Swarthmore College (bis 1967) und an der University of California, Berkeley (Promotion 1974), dann war er an der Universität Chicago. Laitin diente, um nicht am Vietnamkrieg teilzunehmen, mit dem Friedenscorps in Somalia und Grenada. In Somalia stieß er auf die Sprachprobleme der jungen afrikanischen Staaten, die oft die Sprache der Kolonialzeit behielten, weil sie einen höheren Status versprach.
Er lehrt Vergleichende Politikwissenschaft und untersuchte besonders Bürgerkriege, wobei er den Rational-choice-Ansatz darauf übertrug und eine Lücke zwischen Völkerkunde und Rational choice schloss. 2021 erhielt er den Johan-Skytte-Preis. Er ist seit 1995 Mitglied der American Academy of Arts and Sciences und seit 2007 der National Academy of Sciences.
Sein Buch über die Yoruba in Nigeria Hegemony and Culture: The Politics of Religious Change Among the Yoruba zeigte seine Methode, kulturelle Traditionen bis zur Sprache einzubeziehen. In Nigeria gilt Englisch als Umgangssprache, weil über 400 verschiedene Stammessprachen die Verständigung behindern. In Estland lernte er Russisch und lebte ein Jahr in einer Familie. Dort lernten die in der Sowjetzeit eingewanderten Russen Estnisch, um ihren Status zu behaupten. In Frankreich wird der Religionszugehörigkeit der Immigranten bei sonst gleichen Voraussetzungen in einer Bewerbung entscheidende Bedeutung zugemessen, Christen werden Muslimen vorgezogen, wenn beide aus der Exkolonie Senegal stammen.
Why Muslim integration fails in Christian-heritage societies (2016) zeigt, dass die Integration von Muslimen in Länder mit christlicher Kultur schwierig ist und von beiden Seiten sehr viel Geduld verlangt.